# Бел (Мендиг)
Бел (њем. Bell) општина је у њемачкој савезној држави Рајна-Палатинат. Једно је од 86 општинских средишта округа Мајен-Кобленц. Према процјени из 2010. у општини је живјело 1.467 становника. Посједује регионалну шифру (AGS) 7137008.

## Географски и демографски подаци
Бел се налази у савезној држави Рајна-Палатинат у округу Мајен-Кобленц. Општина се налази на надморској висини од 370 метара. Површина општине износи 10,3 km². У самом мјесту је, према процјени из 2010. године, живјело 1.467 становника. Просјечна густина становништва износи 143 становника/km².

## Међународна сарадња
| Мјесто  | Држава   | Врста сарадње | Од    |
| ------- | -------- | ------------- | ----- |
| Вајберн | Аустрија | партнерство   | 1968. |
| Извор   |          |               |       |